# Talaudnaaktoogral
De talaudnaaktoogral (Gymnocrex talaudensis) is een vogel uit de familie van de Rallen, koeten en waterhoentjes (Rallidae). Het is een bedreigde, endemische vogelsoort op Karakelong, een eiland van de Talaudeilanden, een eilandengroep ten noorden van Sulawesi (Indonesië). De vogel werd eind jaren 1990 ontdekt en in 1998 beschreven.

## Kenmerken
Het is een grote forse ral van ongeveer 33 tot 35 cm lengte. De vogel heeft een vrij lange, gele snavel die aan de basis breed is. Het oog is helder rood en contrasteert sterk met de zilverkleurige, naakte witte huid achter het oog. De kop, nek en borst zijn kastanjebruin, de rest van de bovenkant is groenbruin olijfkleurig en de buik is donker, bijna zwart. De poten zijn geel.

## Verspreiding en leefgebied
Deze soort is endemisch op Karakelong. De vogel werd ontdekt in lang gras- en rietland aan de rand van regenwoud in laagland. Waarschijnlijk bestaat het leefgebied uit kleine draslanden, afgewisseld met bos. De vogel is schuw en leeft erg verborgen.

## Status
De talaudnaaktoogral heeft een beperkt verspreidingsgebied en daardoor is de kans op uitsterven aanwezig. De grootte van de populatie werd in 2012 door BirdLife International geschat op 600 tot 1700 volwassen individuen en de populatie-aantallen nemen af door habitatverlies. In het leefgebied wordt land geschikt gemaakt voor agrarisch gebruik en menselijke bewoning, onder ander in het kader van transmigratieprojecten. Om deze redenen staat deze soort als bedreigd op de Rode Lijst van de IUCN.